# Thung lũng Chết chóc (Bydgoszcz)

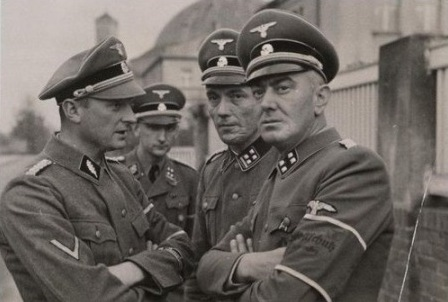
Chỉ huy các tiểu đoàn Selbstschutz là những tên đao phủ Đức ở Bydgoszcz. Từ trái qua phải:
1. SS-Standartenführer Ludolf von Alvensleben, Chánh văn phòng thanh tra Selbstschutz ở Płutowo.
2. SS-Obersturmbannführer Erich Spaarmann, Chánh văn phòng thanh tra Selbstschutz ở Bydgoszcz (đến tháng 11 năm 1939).
3. SS-Obersturmbannführer Hans Kölzow, Chánh văn phòng thanh tra Selbstschutz ở Inowrocław.
4. SS-Sturmbannführer Christian Schnug, Chánh văn phòng thanh tra Selbstschutz tại Bydgoszcz vào tháng 12 năm 1939.

Thung lũng Chết chóc (tiếng Ba Lan: Dolina Śmierci) ở Fordon, Bydgoszcz, miền bắc Ba Lan, là nơi xảy ra vụ giết người hàng loạt của Đức Quốc xã vào thời kỳ đầu Chiến tranh thế giới thứ hai. Một ngôi mộ tập thể chứa thi thể của 1.200 - 1.400 nạn nhân là người Ba Lan và người Do Thái bị đơn vị Selbstschutz và mật vụ Gestapo sát hại trong thời gian khoảng tháng 10, tháng 11 năm 1939. Các vụ sát hại là một phần của chiến dịch Intellectenzaktion tại Pomorskie nằm trong chuỗi hành động của Đức Quốc xã nhằm loại bỏ giới trí thức Ba Lan ở Reichsgau Danzig Westpreußen, bao gồm cả tỉnh Pomorskie (được coi là Hành lang Ba Lan). Đây là hành động diệt chủng lớn về quy mô, diễn ra ở tất cả các lãnh thổ Ba Lan bị Đức chiếm đóng, trong chiến dịch Tannenberg, được coi là tội ác chiến tranh.

## Lịch sử

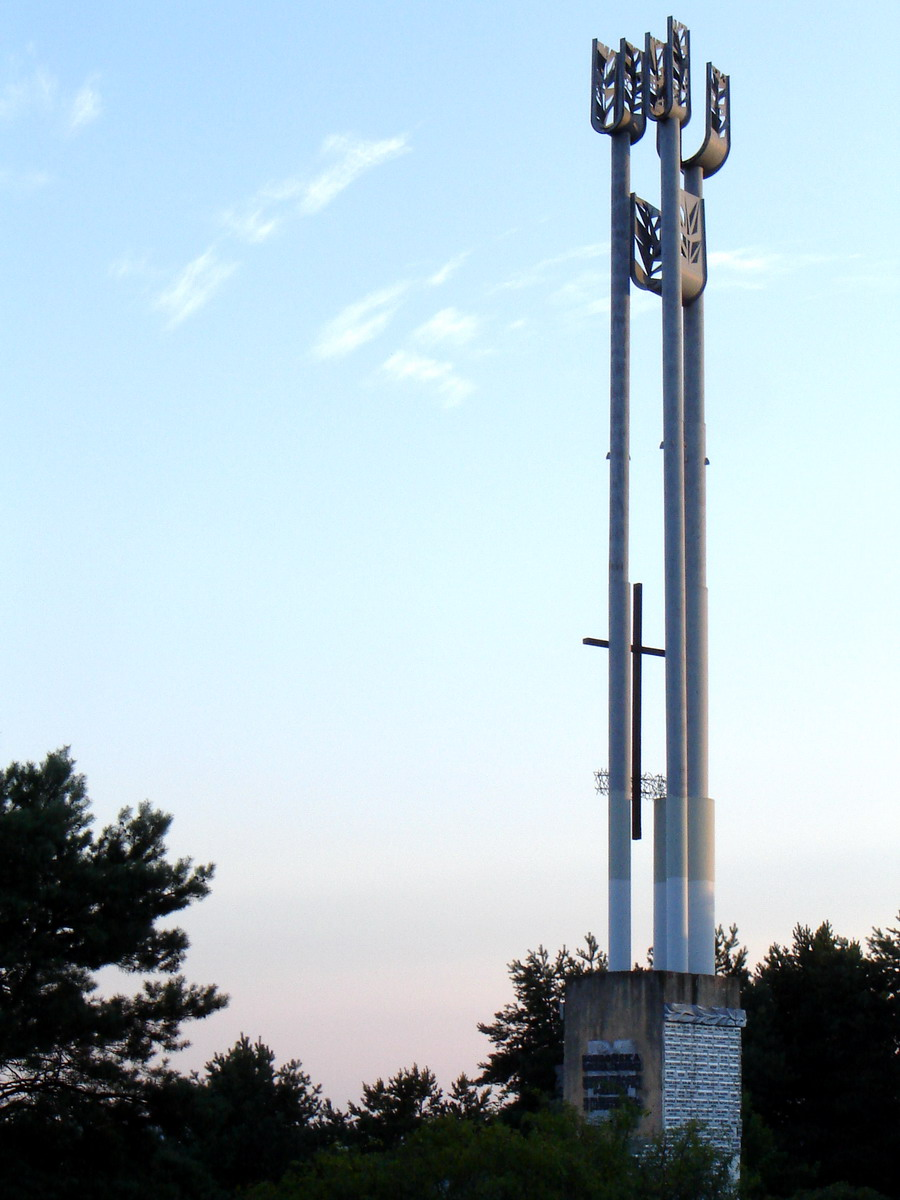
Đài tưởng niệm những nạn nhân bị sát hại tại Thung lũng Chết chóc

Nạn nhân, chủ yếu là giới trí thức Ba Lan: giáo viên, tư tế, nhân viên cổ cồn trắng, được liệt kê trong bản danh sách Sonderfahndungsbuch Polen. Đây là danh sách những đối tượng bị xử tử, thông qua bởi các quan chức Đức Quốc xã trước Thế chiến II).
Những kẻ giết người hàng loạt phần lớn thuộc tiểu đoàn Selbstschutz kiểu mới mang tên Volksdeutscher Selbstschutz, tiểu đoàn Einsatzkommando 16 của SS Einsatzgruppen do SS-Sturmbannführer dr Rudolf Tröger chỉ huy. Trong khoảng thời gian từ tháng 9 năm 1939 đến tháng 4 năm 1940, Selbstschutz cùng với các đội quân phát xít Đức khác, đã thảm sát hàng chục nghìn người Ba Lan ở Pomerania.
Các cuộc điều tra đã chỉ mặt Ludolf von Alvensleben và Jakub Löllgen, là những người tổ chức chính của vụ thảm sát hàng loạt. Một số kẻ quốc tịch Đức khác có liên quan đến tội ác này là: Sturmbannführers Erich Spaarmann, Meier, Schnugg, SS- Sturmbannführer dr Rudolf Tröger, SS Baks, và một số Volksdeutsche bao gồm Wilhelm Neumann, Herbert Beitsch, Otto Erlichmann (thị trưởng phát xít quận Fordon), và Walter Gassmann.
Tại vùng Bydgoszcz, Đức Quốc xã chon địa điểm làng Tryszczyn và Borówno là nơi tiến hành thảm sát hàng loạt.